# Konstantynów (gemeente)
De gemeente Konstantynów is een landgemeente in het Poolse woiwodschap Lublin, in powiat Bialski.
De zetel van de gemeente is in Konstantynów.
Op 30 juni 2004 telde de gemeente 4124 inwoners.

## Oppervlakte gegevens
In 2002 bedroeg de totale oppervlakte van gemeente Konstantynów 87,06 km², waarvan:
- agrarisch gebied: 69%
- bossen: 25%

De gemeente beslaat 3,16% van de totale oppervlakte van de powiat.

## Demografie
Stand op 30 juni 2004:
| Omschrijving                   | Totaal | Totaal | Vrouwen | Vrouwen | Mannen | Mannen |
| ------------------------------ | ------ | ------ | ------- | ------- | ------ | ------ |
| eenheid                        | aantal | %      | aantal  | %       | aantal | %      |
| inwoners                       | 4124   | 100    | 2096    | 50,8    | 2028   | 49,2   |
| bevolkingsdichtheid (inw./km²) | 47,4   | 47,4   | 24,1    | 24,1    | 23,3   | 23,3   |

In 2002 bedroeg het gemiddelde inkomen per inwoner 1586,54 zł.

## Administratieve plaatsen (sołectwo)
Antolin, Gnojno, Komarno, Komarno-Kolonia, Konstantynów, Konstantynów-Kolonia, Solinki, Wandopol, Wichowicze, Witoldów, Wólka Polinowska, Zakalinki, Zakalinki-Kolonia, Zakanale.

## Aangrenzende gemeenten
Janów Podlaski, Leśna Podlaska, Mielnik, Sarnaki, Stara Kornica